# Спасовци
Спàсовци е село в Северна България, община Габрово, област Габрово.

## География
Село Спасовци се намира на около 6 km изток-североизточно от центъра на град Габрово. До селото води общински път, който е източно отклонение от третокласния републикански път III-5522, северно от село Орловци, и след Спасовци продължава през село Семерджиите до връзка с третокласния републикански път III-5524 при село Кметовци. Спасовци е разположено в западните разклонения на Габровските височини, изтеглено в направление запад – изток по северния склон на плитък дол. Надморската височина на пътя при влизането в селото от запад е около 505 m, а при излизането на изток – около 485 m.
Населението на Спасовци към 1934 г. е 58 души, към 1985 г. намалява до 4, а към 2019 г. наброява (по текущата демографска статистика за населението) 7 души.

## История
През 1995 г. дотогавашното населено място колиби Спасовци придобива статута на село..

## Население
Преброяване на населението през 2011 г.
Численост и дял на етническите групи според преброяването на населението през 2011 г.:
|                     | Численост | Дял (в %) |
| Общо                | 6         | 100,00    |
| Българи             | 6         | 100,00    |
| Турци               | 0         | 0,00      |
| Цигани              | 0         | 0,00      |
| Други               | 0         | 0,00      |
| Не се самоопределят | 0         | 0,00      |
| Неотговорили        | 0         | 0,00      |